# Kostel svaté Rozálie (Horní Věstonice)
Kostel svaté Rozálie je římskokatolický chrám v obci Horní Věstonice v okrese Břeclav. Je chráněn jako kulturní památka České republiky. Jde o farní kostel farnosti Horní Věstonice.

## Historie a popis
Kostel byl postaven ve třetí čtvrtině 18. století. Jde o jednolodní stavbu se čtyřbokou věží v průčelí postavenou v obdobném stylu jako kostel v Klentnici pravděpodobně podle plánu J. K. Hromádka. Na průčelí kostela je umístěn reliéf svaté Rozálie, po stranách dva výklenky, ve kterých jsou vyobrazeni sv. Roch a sv. Šebestián. Ve zvonicovém patře věže jsou dva zvony ze 17. století. Věž je završena dvakrát krouženou helmicí.
Velká část vnitřního vybavení kostela pochází z roku 1853, kdy byla provedena celková rekonstrukce. Z původní pozdně barokní výzdoby se dochovala menza hlavního oltáře a dvojice adorujících andělů od Ondřeje Schweigla. Po stranách oltáře stojí u paty sloupů ochránci proti moru sv. Šebestián a sv. Roch. Do středu oltáře je vsazena skleněná skříňka se sv. Rozálií.
Součástí interiéru kostela je rovněž renesanční křtitelnice s českým nápisem: „Nenarodí-li se kdo z vody a Ducha svatého, nemůže jíti do království Božího“. Autorem vnitřní výmalby je Felix Jenewein.

## Současnost
Fara byla v roce 2009 zrekonstruována a v roce 2014 nově vybavena. Slouží jako penzion.
V kostele se každoročně koná adventní koncert dětí z Dolních Věstonic a dvakrát ročně se sem na bohoslužbu sjíždí potomci německých obyvatel odsunutých po druhé světové válce.